# Паттерсон, Джеральд
Джеральд Лейтон Паттерсон (англ. Gerald Leighton Patterson; 17 декабря 1895, Мельбурн — 13 июня 1967, Морнингтон-Пеннинсула, Виктория) — австралийский теннисист-любитель и бизнесмен, первая ракетка мира в 1919 году (разделил первое место с Биллом Джонстоном). Трёхкратный победитель турниров Большого шлема в одиночном и шестикратный — в мужском и смешанном парном разряде, обладатель Кубка Дэвиса 1919 года в составе сборной Австралазии. Член Зала спортивной славы Австралии (с 1986) и Международного зала теннисной славы (с 1989).

## Биография
Джеральд Лейтон Паттерсон родился в конце 1895 года в Мельбурне в семье аукционера Томаса Александра Паттерсона. Его мать Изабелла, урождённая Митчелл, была сестрой знаменитой певицы Нелли Мельбы. Семья Паттерсонов была частью мельбурнского бомонда, и Джеральд получил образование в престижной частной школе Скотч-колледж, где впервые заявил о себе как о сильном теннисисте. В годы мировой войны он служил в полевой артиллерии Британского экспедиционного корпуса в звании капитана и получил Военный крест за отвагу, проявленную в ходе Мессинской операции 1917 года.
С начала 1920-х годов Паттерсон представлял в Австралии интересы производителей спортивного оборудования A. G. Spalding & Bros, в 1935 году заняв в этой компании должность исполнительного директора. В дальнейшем он занимал руководящие посты в компаниях Darley Firebrick, David Mitchell Estate, Bill Patterson Motors, Colonial Gas Holdings, Riley Dodds, Allied Meat Industries и Hawkes Bros (одним из владельцев последней был его партнёр на корте Джек Хокс), а также в австралийском филиале американской Empire Trust Company. Деньги, полученные в наследство от родителей и Нелли Мельбы, позволили ему расширять бизнес и вести роскошный образ жизни.
В 1922 году Паттерсон женился на Этель Мэнсон-Ригголл. В браке у него родились двое детей — дочь и сын Билл, ставший впоследствии известным на местном уровне автогонщиком (из наиболее значимых достижений на его счету числится победа в австралийской Формуле-Libre, бывшей высшим национальным чемпионатом Австралии того времени на технике формульного типа). Джеральд Паттерсон скончался в присутствии жены и детей 13 июня 1967 года в Морнингтонской больнице неподалёку от Мельбурна.

## Спортивная карьера
В 1914 году Джеральд уже стал финалистом чемпионата Австралазии в одиночном разряде, а в парном стал чемпионом. Первая мировая война задержала его выход на международную арену. После войны Паттерсон выступал в составе теннисной сборной Австралийских имперских сил в Англии и Франции. Венцом этих выступлений стал завоёванный в 1919 году на Уимблдонском турнире чемпионский титул в одиночном разряде. Позже в том же году Паттерсон и его соперник по уимблдонскому финалу Норман Брукс обыграли в финале парного турнира чемпионата США местных фаворитов — Билла Тилдена и Винсента Ричардса. В конце года газета Daily Telegraph, ещё до войны начавшая публиковать ежегодные рейтинги сильнейших теннисистов мира, в очередном таком рейтинге поставила на первое место Паттерсона и чемпиона США Билла Джонстона — первый и последний случай, когда авторы рейтинга не смогли однозначно определить первую ракетку мира. В начале января 1920 года Паттерсон был приглашён в теннисную сборную Австралазии, защищавшую чемпионский титул в Международном кубке вызова — командном турнире, позже ставшем известным как Кубок Дэвиса. Австралазийская сборная победила соперников с Британских островов, причём Паттерсон выиграл все три свои встречи — две в одиночном разряде и одну в паре с Бруксом, обеспечив своей команде досрочную победу после четвёртой игры.
Хотя в дальнейшем Паттерсон уже не поднимался на первую позицию в рейтинге Daily Telegraph, он долгие годы продолжал оставаться одним из лидеров мирового тенниса. Выиграв в 1922 году свой второй Уимблдон в одиночном разряде, он добавил к этим титулам победу в чемпионате Австралии 1927 года. Он также выиграл Уимблдонский турнир 1920 года в смешанных парах с Сюзанн Ленглен (проиграв Тилдену матч за чемпионское звание в одиночном разряде), а потом ещё четыре раза побеждал в чемпионатах Австралазии и Австралии, ставших после войны международными, в мужском парном разряде. После расформирования сборной Австралазии он стал играющим капитаном сборной Австралии в Международном кубке вызова и дважды подряд, в 1923 и 1924 годах, доходил с ней до решающего матча за кубок; оба раза, однако, австралийцы уступали в финале американцам. Всего с 1919 по 1928 год Паттерсон провёл в Международном кубке вызова 31 игру в одиночном разряде, победив в 21 из них, и 15 в парах (11 побед). Через несколько лет после прекращения регулярных выступлений Паттерсон провёл в 1932 году свой последний финал в турнире Большой четвёрки (ещё не получившей названия Большого шлема), проиграв с Гарри Хопманом на чемпионате Австралии Джеку Кроуфорду и Эдгару Муну. После Второй мировой войны Паттерсон ещё раз появился в составе сборной Австралии, уже в ранге неиграющего капитана возглавив её в матче за Кубок вызова против сборной США.
В 1986 году имя Джеральда Паттерсона было включено в списки Зала спортивной славы Австралии, а в 1989 году — в списки Международного зала теннисной славы.

## Стиль игры
Джеральд Паттерсон был, по описанию современника, «крупным привлекательным мужчиной великолепного телосложения»; позже, в 1946 году, уже прекратив играть, он весил 114 килограммов. Благодаря своим физическим данным Паттерсон стал адептом силовой игры. Он был прозван «человеком-катапультой» за свою сокрушительную подачу, одновременно резаную и крученую (некоторые поданные им мячи отскакивали на трибуны), а в 1925 году в матче Кубка вызова против сборной Франции пушечным ударом сверху нокаутировал Жана Боротра. Он также был поклонником быстрых выходов к сетке, первым в Австралии взяв на вооружение эту технику, когда в моде была ещё игра с задней линии; ещё одним новшеством для того времени была игра металлической ракеткой вместо обычной деревянной. При этом его стиль игры не отличался техничностью, и своих побед он достигал благодаря силе и напору, а не мастерству. Самым слабым местом его игры был бэкхенд, который он играл той же стороной ракетки, что и форхенд. Его стиль хорошо характеризуют показатели победного финального матча чемпионата Австралии 1927 года, за пять сетов которого он 29 раз подавал навылет и столько же раз сделал двойную ошибку.

## Финалы турниров Большого шлема за карьеру

### Одиночный разряд

#### Победы (3)
| Год  | Турнир                  | Соперник в финале | Счёт в финале             |
| ---- | ----------------------- | ----------------- | ------------------------- |
| 1919 | Уимблдонский турнир     | Норман Брукс      | 6-3, 7-5, 6-2             |
| 1922 | Уимблдонский турнир (2) | Рандольф Лисетт   | 6-3, 6-4, 6-2             |
| 1927 | Чемпионат Австралии     | Джек Хокс         | 3-6, 6-4, 3-6, 18-16, 6-3 |

#### Поражения (3)
| Год  | Турнир                | Соперник в финале | Счёт в финале           |
| ---- | --------------------- | ----------------- | ----------------------- |
| 1920 | Уимблдонский турнир   | Билл Тилден       | 6-2, 2-6, 3-6, 4-6      |
| 1922 | Чемпионат Австралазии | Джеймс Андерсон   | 0-6, 6-3, 6-3, 3-6, 2-6 |
| 1925 | Чемпионат Австралазии | Джеймс Андерсон   | 9-11, 6-2, 2-6, 3-6     |

### Мужской парный разряд

#### Победы (5)
| Год  | Турнир                    | Партнёр        | Соперники в финале             | Счёт в финале           |
| ---- | ------------------------- | -------------- | ------------------------------ | ----------------------- |
| 1919 | Чемпионат США             | Норман Брукс   | Винсент Ричардс Билл Тилден    | 8-6, 6-3, 4-6, 4-6, 6-2 |
| 1922 | Чемпионат Австралазии     | Джек Хокс      | Джеймс Андерсон Норман Пич     | 8-10, 6-0, 6-0, 7-5     |
| 1925 | Чемпионат Австралазии (2) | Пат О'Хара-Вуд | Джеймс Андерсон Фред Калмс     | 6-4, 8-6, 7-5           |
| 1926 | Чемпионат Австралазии (3) | Джек Хокс      | Джеймс Андерсон Пат О’Хара-Вуд | 6-1, 6-4, 6-2           |
| 1927 | Чемпионат Австралии (4)   | Джек Хокс      | Иэн Макиннес Пат О’Хара-Вуд    | 8-6, 6-2, 6-1           |

#### Поражения (8)
| Год  | Турнир                  | Партнёр        | Соперники в финале                    | Счёт в финале            |
| ---- | ----------------------- | -------------- | ------------------------------------- | ------------------------ |
| 1922 | Уимблдонский турнир     | Пат О'Хара-Вуд | Джеймс Андерсон Рандольф Лисетт       | 6-3, 9-7, 4-6, 3-6, 9-11 |
| 1922 | Чемпионат США           | Пат О’Хара-Вуд | Винсент Ричардс Билл Тилден           | 6-4, 1-6, 3-6, 4-6       |
| 1924 | Чемпионат Австралазии   | Пат О’Хара-Вуд | Джеймс Андерсон Норман Брукс          | 2-6, 4-6, 3-6            |
| 1924 | Чемпионат США (2)       | Пат О’Хара-Вуд | Говард Кинси Роберт Кинси             | 5-7, 7-5, 9-7, 3-6, 4-6  |
| 1925 | Чемпионат США (3)       | Джек Хокс      | Винсент Ричардс Ричард Норрис Уильямс | 2-6, 10-8, 4-6, 9-11     |
| 1928 | Уимблдонский турнир (2) | Джек Хокс      | Жак Брюньон Анри Коше                 | 11-13, 4-6, 4-6          |
| 1928 | Чемпионат США (4)       | Джек Хокс      | Джордж Лотт Джон Хеннесси             | 2-6, 1-6, 2-6            |
| 1932 | Чемпионат Австралии (2) | Гарри Хопман   | Джек Кроуфорд Эдгар Мун               | 10-12, 3-6, 6-4, 4-6     |

### Смешанный парный разряд

#### Победа (1)
| Год  | Турнир              | Партнёр        | Соперники в финале             | Счёт в финале |
| ---- | ------------------- | -------------- | ------------------------------ | ------------- |
| 1920 | Уимблдонский турнир | Сюзанн Ленглен | Элизабет Райан Рандольф Лисетт | 7-5, 6-3      |